# Соломон Паси
Соломон Исак Паси е български политик и математик.
През 2009 г. се кандидатира за генерален секретар на НАТО. За приноса му в организирането на българските експедиции в Антарктика през 1993 – 1996 г. в негова чест през 2005 г. е именуван връх на остров Ливингстън в Антарктика.

## Биография
Роден е на 22 декември 1956 г. в Пловдив в семейството на професора по философия и естетика от еврейски произход Исак Паси и Лилия Узунова, лекар-ендокринолог. Соломон Паси е основател на Атлантическия клуб в България. От 1991 до 2001 г. е председател на този клуб. Понастоящем е негов почетен президент.
От 1985 до 1989 г. е научен сътрудник в сектора по математическа логика към Института по математика и механика на БАН и Факултета по математика и механика на Софийския университет, а от 1989 до 1994 г. – научен сътрудник в секцията по математическа логика към Института по математика и механика на БАН.
Паси е министър на външните работи в правителството на Симеон Сакскобургготски от 2001 до 2005. През 2004 Паси председателства ОССЕ в качеството си на външен министър на страна, председателстваща на ротационен принцип организацията.
През август 2005 г. Соломон Паси е избран за председател на Комисията по външна политика на XL народно събрание на България.
На 8 юни 2007 подписва споразумение с македонския премиер Никола Груевски срещу символична заплата от 1 евро да бъде специален съветник на македонското правителство за интеграцията на страната в НАТО.

## Образование
- 1985: кандидат на математическите науки (отговаря на сегашната степен „доктор“ в професионално направление „Математика“) след защитена дисертация в Софийския университет в областта на математическата логика (на тема „Комбинаторна динамична логика“[5])
- 1979: магистър по математическа логика, Софийски университет „Св. Климент Охридски“[6]

## Политическа и публична кариера
- От август 2006 г. е председател на Комитета по прозрачност и отчетност на Парламентарната асамблея на ОССЕ.[7]
- От август 2005 до 2009 г. е председател на Комисията по външна политика на XL народно събрание.[8][9]
- В периода юни 2005 – 2009 г. е народен представител от Национално движение Симеон Втори.
- 2004 г. – председател на ОССЕ
- От юли 2001 до август 2005 г. е министър на външните работи в правителството на Симеон Сакскобургготски.
- През 1991 – 2001 г. е основател и председател на Атлантическия клуб в България, първата проатлантическа неправителствена организация, основавана в държава, нечленуваща в НАТО.
- През 1990 – 1991 г. е народен представител във Великото народно събрание, Зелената партия, Съюз на демократичните сили.
- Член-основател и възстановител на клона на Бней Брит в София от 1992 г.

## Научна дейност
Автор е на редица публикации във водещи международни списания за логика и компютърни науки и в други международни издания.

## Отличия

### Държавни награди
- Орден Stella della Solidarieta’ Italiana (I classe), Италия, 2006 г.
- Орден Isabel la Catolica (Gran Cruz), Испания, 2006 г.
- Орден Order of Leopold II (Grand Cross), Белгия, 2004 г.
- Орден Del Mérito Civil (Gran Cruz), Испания, 2003 г.
- Орден Ordem do Infante Dom Henrique (Grã-Cruz), Португалия, 2002 г.

### Други награди
- Доктор хонорис кауза на Югозападния университет в Благоевград (2005)[11]
- Носител на първата Награда за балкански мир, връчена от Съюза на журналистите за Югоизточна Европа (Одрин) за приноса му към мира в региона (2004)
- Почетен гражданин на гр. Неделино (2003)[12]
- Награда за приноса му към социалния мир от турския всекидневник „Zaman“
- Награда от Комитета на американските евреи за отличаване на изтъкнати държавници като признание за заслугите му за напредъка на принципите за мир, демокрация и международно сътрудничество (2002)
- Награда за дългогодишната преданост към евроатлантическите идеали от Гръцката асоциация за атлантическо и европейско сътрудничество (2001)

## Семейство
Соломон Паси има два брака. Първата му съпруга е Бинка Пеева. Тя има син Пейо и дъщеря Ивана. От брака си с нея Паси има син Исак. През 2007 г. се развеждат.
Втори брак той сключва с Гергана Грънчарова на 14 февруари 2009 г. в село Стойките.